# ویکتور بونیلا
ویکتور بونیلا (انگلیسی: Víctor Bonilla؛ زادهٔ ۲۳ ژانویهٔ ۱۹۷۱) بازیکن فوتبال اهل کلمبیا است.
از باشگاه‌هایی که در آن بازی کرده‌است می‌توان به باشگاه ورزشی الریان، باشگاه فوتبال تولوز، باشگاه ورزشی دیپورتیوو کالی، باشگاه فوتبال رئال سوسیداد، باشگاه فوتبال نانت، باشگاه فوتبال مون‌پلیه، و باشگاه ورزشی بارسلونا اشاره کرد.
وی همچنین در تیم ملی فوتبال کلمبیا بازی کرده‌است.